# Antarctopelta oliveroi
Antarctopelta oliveroi (Salgado & Gasparini, 2006) è un genere estinto di dinosauro ankylosauride vissuto nel Cretaceo superiore (Campaniano/Maastrichtiano, circa 78-66 milioni di anni fa) in quello che è oggi l'Antartide.

## Descrizione

Dimensioni stimate per Antarctopelta, basate sull'imparentato Stegouros

Tutto quello che si conosce di questo dinosauro corazzato sono una parte di mandibola, denti, armatura cranica, un buon numero di vertebre, una parte di scapola, un ilio, un femore, alcune ossa del metatarso e vari pezzi di armatura. Questi resti indicano chiaramente che questo animale era un appartenente agli anchilosauri, ma le caratteristiche sembrano "miste" tra le due famiglie del gruppo: Antarctopelta, in effetti, non sembra appartenere né ai nodosauridi né agli anchilosauridi (né, tantomeno, al gruppo poco noto dei polacantidi). Forse era imparentato con Minmi, l'unico altro anchilosauro australe conosciuto, e insieme questi due generi formavano un gruppo endemico di anchilosauri diffusi nel Gondwana. Antarcopelta doveva essere un erbivoro corazzato lungo circa 4 metri, dall'andatura pesante.

## Storia della scoperta
I resti di questo dinosauro sono stati i primi ad essere rinvenuti nel continente antartico, nel 1986: una mandibola fossile rinvenuta sull'isola di Ross fu subito riconosciuta appartenere a un anchilosauro di specie sconosciuta. Fu solo negli anni '90, dopo la descrizione del teropode Cryolophosaurus, che il resto dello scheletro poté essere recuperato e studiato. Il recupero fu molto difficoltoso proprio per il tipo di terreno circostante, completamente ghiacciato. La descrizione ufficiale dell'animale avvenne solo nel 2006, ad opera di Salgado e Gasparini: Antarctopelta, quindi, divenne il secondo dinosauro descritto in Antartide, dopo Cryolophosaurus.

## Nella cultura di massa
Questo animale seppur completamente sconosciuto, compare nel documentario Il pianeta preistorico, in cui si vedono tre giovani esemplari ritornare nel loro rifugio per riposare durante il letargo; purtroppo, visto che sono cresciuti rispetto alla loro dimora, uno di loro si trova costretto ad allontanarsi per cercare un nuovo rifugio.